# The Colour and the Shape
The Colour and the Shape è il secondo album in studio del gruppo musicale statunitense Foo Fighters, pubblicato il 20 maggio 1997 dalla Roswell e dalla Capitol Records.

## Descrizione
Il disco rappresenta la prima pubblicazione dei Foo Fighters come gruppo vero e proprio, in quanto quello precedente venne realizzato dal solo Dave Grohl. Tra i musicisti arruolati vi sono il chitarrista Pat Smear (già turnista dei Nirvana, gruppo precedente di Grohl), il bassista Nate Mendel e il batterista William Goldsmith, sebbene gran parte del suo lavoro sia stato reinciso da Grohl in quanto quest'ultimo non fu soddisfatto del risultato finale (solo Doll e l'introduzione lenta di Up in Arms figurano la presenza di Goldsmith); ciò spinse il batterista a lasciare il gruppo ancor prima della svolgimento della tournée del disco, venendo sostituito da Taylor Hawkins.

## Tracce
Testi e musiche di Dave Grohl e dei Foo Fighters, eccetto dove indicato.
1. Doll – 1:23
2. Monkey Wrench – 3:51
3. Hey, Johnny Park! – 4:08
4. My Poor Brain – 3:34
5. Wind Up – 2:31
6. Up in Arms – 2:15
7. My Hero – 4:20
8. See You – 2:27
9. Enough Space – 2:36 (Dave Grohl)
10. February Stars – 4:49
11. Everlong – 4:10 (Dave Grohl)
12. Walking After You – 5:04 (Dave Grohl)
13. New Way Home – 5:40

Traccia bonus nell'edizione giapponese
1. Dear Lover – 4:32

CD bonus (Australia, Europa)
1. Requiem – 3:33 (Killing Joke) – originariamente interpretata dai Killing Joke
2. Drive Me Wild – 3:13 (Jamie Starr) – originariamente interpretata dai Vanity 6
3. Down in the Park – 4:08 (Gary Numan) – originariamente interpretata da Gary Numan e i Tubeway Army
4. Baker Street – 5:37 (Gerry Rafferty) – originariamente interpretata da Gerry Rafferty

Inédits – CD bonus presente nell'edizione francese
1. The Colour and the Shape (Inédit) – 3:23
2. Weenie Beenie (Live à l'Île de Ré) – 3:18 (Dave Grohl)
3. Winnebago (Live à l'Île de Ré) – 3:06 (Dave Grohl)

Tracce bonus nella riedizione del 2007
1. Requiem – 3:33 (Jaz Coleman) – originariamente interpretata dai Killing Joke
2. Drive Me Wild – 3:13 (Prince) – originariamente interpretata dai Vanity 6
3. Down in the Park – 4:08 (Gary Numan) – originariamente interpretata da Gary Numan e i Tubeway Army
4. Baker Street – 5:37 (Gerry Rafferty) – originariamente interpretata da Gerry Rafferty
5. Dear Lover – 4:32
6. The Colour and the Shape – 3:23

## Formazione
Gruppo
- Dave Grohl – voce, chitarra, batteria
- Pat Smear – chitarra
- Nate Mendel – basso
- William Goldsmith – batteria (traccia 1 e parte lenta traccia 6)

Altri musicisti
- Lance Bangs – battimani (traccia 8)
- Chris Bilheimer – battimani (traccia 8)
- Ryan Boesch – battimani (traccia 8)

Produzione
- Gil Norton – produzione
- Bradley Cook – registrazione
- Chris Sheldon – missaggio
- Don Farwell – assistenza tecnica ai Bear Creek
- Ryan Hadlock – assistenza tecnica ai Bear Creek
- Ryan Boesch – assistenza tecnica ai Grand Master Recorders
- Todd Burke – assistenza tecnica ai Grand Master Recorders
- Jason Mauza – assistenza al missaggio
- Bob Ludwig – mastering

## Classifiche
| Classifica (1997) | Posizione massima |
| ----------------- | ----------------- |
| Australia         | 5                 |
| Austria           | 19                |
| Belgio (Fiandre)  | 7                 |
| Belgio (Vallonia) | 18                |
| Canada            | 8                 |
| Finlandia         | 12                |
| Francia           | 24                |
| Germania          | 41                |
| Norvegia          | 20                |
| Nuova Zelanda     | 10                |
| Paesi Bassi       | 39                |
| Regno Unito       | 3                 |
| Stati Uniti       | 10                |
| Svezia            | 10                |
| Svizzera          | 50                |